# Ер (Дром)
Ер (фр. Eurre) насеље је и општина у источној Француској у региону Рона-Алпи, у департману Дром која припада префектури Ди.
По подацима из 2011. године у општини је живело 1126 становника, а густина насељености је износила 62,35 становника/km². Општина се простире на површини од 18,06 km². Налази се на средњој надморској висини од 292 метара (максималној 415 m, а минималној 149 m).

## Демографија
| 1962. | 1968. | 1975. | 1982. | 1990. | 1999. | 2011. |
| ----- | ----- | ----- | ----- | ----- | ----- | ----- |
| 661   | 684   | 643   | 817   | 923   | 1.018 | 1.126 |

График промене броја становника у току последњих година